# 兵隊やくざ 俺にまかせろ
『兵隊やくざ 俺にまかせろ』（へいたいやくざ おれにまかせろ）は、1967年2月25日公開の日本映画。製作は大映。

## キャスト
- 大宮貴三郎：勝新太郎
- 有田上等兵：田村高廣
- 岩兼曹長：内田良平
- 田沼参謀：渡辺文雄
- 桃代：長谷川待子
- 秀蘭(張の妹)：渚まゆみ
- 竹内二等兵(時計屋)：酒井修
- 仙場伍長(板前)：早川雄三
- 張(田沼参謀の密偵)：杉田康
- 荒山上等兵：北城寿太郎
- 木崎隊長：須賀不二夫
- 北沢軍曹：上野山功一
- 泊上等兵：小山内淳
- 日の出家の女将：清川玉枝
- 野口兵長：藤山浩二
- 滝口兵長(田沼参謀の運転手)：大川修
- 黒田上等兵(墨田のテツ)：橋本力
- 矢部伍長(沖流しの福原の鉄五郎)：豪健司
- 横井二等兵：竹村洋介
- 塚本一等兵：中原健
- 原田詃
- 高見国一
- 渡辺一等兵：森田健二
- 福原：九段吾郎
- 副官：佐伯勇
- 沢木一等兵：山上友夫
- 森一夫
- 兵士：佐山真次
- 慰安婦Ａ：一条淳子
- 慰安婦：横江弘子
- 慰安婦：甲千鶴

## スタッフ
- 監督：田中徳三
- 企画：久保寺生郎
- 原作：有馬頼義
- 脚本：高岩肇
- 撮影：宗川信夫
- 録音：飛田喜美雄
- 照明：伊藤幸夫
- 美術：渡辺竹三郎
- 音楽：鏑木創
- 編集：中静達治
- 助監督：帯盛迪彦
- 制作主任：渡辺俊策

## 同時上映
- 『東京博徒』

## 映像ソフト
ぬ